# Jacques de Groote
Pour les articles homonymes, voir De Groote.
Jacques de Groote, né le 25 mai 1927 à Klerken et mort le 21 septembre 2024 à Fiesole, est un financier et banquier belge.

## Carrière
De 1973 à 1994, il a représenté la Belgique au Fonds monétaire international (FMI) et à la Banque mondiale.
Au cours des années 1973-1991, il est directeur exécutif de la Banque mondiale (BIRD, Banque internationale pour la reconstruction et le développement). Il travailla également pour des institutions supra-nationales, telles que la Société financière internationale (IFC) ou l’Association internationale de développement (IDA).
De Groote mena sa carrière professionnelle en Belgique, en Suisse, au Congo ou au Rwanda, mais aussi dans plusieurs pays du bloc de l’Est dont la République tchèque.

### Carrière académique
De juillet 1955 à janvier 1957, il est assistant à l’Université de Cambridge. De 1963 à 1992, il est professeur à la faculté de l’Économie à l’Université de Namur (Belgique) où il enseigne des matières relatives aux théories monétaires et de crédit, aux mécanismes monétaires et aux problèmes d‘actualité de la finance internationale.
De 1963 à 1973, il occupe le poste de professeur extraordinaire à l’université de Louvain. Dans les années 1957 - 1960 et 1963 - 1965, il est maître assistant à l’Université catholique de Lille (France) où il donne des cours sur les économies structurelles et l’histoire de la pensée économique.
De Groote est titulaire d'un MA dans le domaine de l’économie à l’Université de Cambridge ainsi que des diplômes de droit, de sciences économiques et politiques délivrés par son Alma mater, l’Université de Louvain.

### Carrière financier
Jacques de Groote commence sa carrière dans la finance en janvier 1957. Au cours des premiers mois de 1960, il participe en tant que secrétaire à la préparation de la décolonisation du Congo belge. Depuis avril 1960 jusqu’en mai 1963, il est assistant du représentant de la Belgique au sein du Fonds monétaire international et de la Banque mondiale à Washington. En mai 1963, il entre à la Banque nationale de Belgique où il travaille dans le domaine des relations internationales. En juillet 1965, il exerce les fonctions de conseiller financier de la délégation belge auprès de l’OCDE à Paris, où il dirige plusieurs groupes de travail qui examinent les premiers projets de traités multilatéraux garantissant des investissements privés. Entre mars 1966 et mai 1969, il occupe le poste de conseiller économique du président au sein du gouvernement de la République démocratique du Congo et travaille également comme conseiller financier au sein de la Banque nationale.
En 1973, de Groote devient le représentant de la Belgique au FMI et à la Banque mondiale. Au cours de cette période, il apporte un soutien actif à certaines personnalités africaines de façon que le FMI et la Banque mondiale engagent à leur égard une coopération économique plus étroite. En dehors de l’action menée au Congo, de Groote occupe parallèlement, depuis avril 1971 jusqu’en novembre 1973 le poste de directeur de la Section recherche de la Banque nationale de Belgique. Au sein du FMI, pour lequel il travaille jusqu’en 1994, de Groote représente un groupe de pays dont faisait partie la Tchécoslovaquie, ou bien la République tchèque.[réf. nécessaire]

## Cas de MUS
Après avoir travaillé au sein de la Banque mondiale et du FMI, de Groote commence à collaborer avec le cofondateur du groupe d’investissement Carlyle Group – Stephen Norris. De Groote travaille dans une des sociétés de Norris, Appian Group, où il occupe le poste du président de la société ; il est également membre du directoire d’Appian Group. À ce titre, il est également présent en République tchèque au moment des discussions relatives à la reprise des actions MUS et le rachat de la part minoritaire que le gouvernement tchèque détient au sein de MUS. Il reste présent au sein d’Appian Group après le mois d’avril 1998, lorsque Norris retire ses investissements de la Mostecka et d‘Appian Group.
De Groote quitte Appian Group en 2002, à une époque où MUS est devenue une société stabilisée. En octobre 2013, le Tribunal suisse de première instance le condamne de façon non définitive à une peine pécuniaire pour fraude au moment de l’achat, en 1999, par Appian, de la part minoritaire que l’État tchèque détenait au sein de la société MUS.

## Distinctions honorifiques
Il est Grand Officier de l’Ordre de Léopold Ier en Belgique, la deuxième haute distinction belge. Il est également Grand Officier de l‘Ordre d’Orange-Nassau (Luxembourg), Commandeur de l’Ordre du Mérite en Autriche, Commandeur de l’Ordre de Mérite du Grand-Duché de Luxembourg, il s’est vu octroyer l’Etoile rouge en Hongrie et la Palme d’or au Zaïre.[réf. nécessaire]